# Майдан-Загородинський
Майдан-Загородинський (пол. Majdan Zahorodyński) — село в Польщі, у гміні Селище Холмського повіту Люблінського воєводства.
Населення — 327 осіб (2011).
У 1975-1998 роках село належало до Холмського воєводства.

## Демографія
Демографічна структура станом на 31 березня 2011 року:
|          | Загалом | Допрацездатний вік | Працездатний вік | Постпрацездатний вік |
| -------- | ------- | ------------------ | ---------------- | -------------------- |
| Чоловіки | 172     | 33                 | 124              | 15                   |
| Жінки    | 155     | 36                 | 75               | 44                   |
| Разом    | 327     | 69                 | 199              | 59                   |